# Mimfil
MIMfil® és el nom comercial d'un fil tèxtil fet de biopolímer de cel·lulosa. És processat a partir de cel·lulosa de coníferes per l'empresa de Manlleu MIMGroup.
Cal destacar -a més del fet que pel fet de ser de paper és reciclable- les seves característiques antiestàtiques (no fixa la pols, fet pel qual redueix molt les probabilitats de patir d'asma i d'al·lèrgia). És un excel·lent filtre dels rajos infrarojos, dels ultraviolats, i raigs còsmics en general, a més de presentar propietats isotèrmiques i aïllants del so.